# Príncipe imperial de México

Bandera del Regimiento Imperial del Primer Imperio mexicano

Bandera del Segundo Imperio mexicano

Príncipe imperial es el título creado el 22 de junio de 1822 por el Congreso Constituyente mexicano, para otorgársele al primogénito y heredero del emperador Agustín I de Iturbide.

## Decreto
El Soberano Congreso Mexicano Constituyente decretó el 22 de junio de 1822 lo siguiente:

- Art 1°. La Monarquía Mexicana, además de ser moderada y Constitucional, también es hereditaria.
- Art 2°. De consiguiente, la Nación llama a la sucesión de la Corona por muerte del actual Emperador, a su hijo primogénito el señor D. Agustín Jerónimo de Iturbide y Huarte. La Constitución del Imperio fijará el orden de suceder del trono.
- Art 3°. El Príncipe heredero se denominará «Príncipe Imperial» y tendrá el tratamiento de Alteza Imperial.
- Art 4°. A los hijos e hijas legítimos de S.M.I se llamarán «Príncipes Mexicanos», y tendrán el tratamiento de Alteza.
- Art 5°. Al señor D. José Joaquín de Iturbide y Arreguí, Padre de S.M.I, se le condecora con el título de «Príncipe de la Unión» y el tratamiento de Alteza, durante su vida.
- Art 6°. Igualmente se le concede el título de «Princesa de Iturbide» y el tratamiento de Alteza, durante su vida, a la señora Dª. María Nicolasa de Iturbide y Arámburo, hermana del Emperador.

## Lista de príncipes imperiales
| Imagen                                                                                                   | Escudo de Armas | Nombre                                   | Descripción                                                                         |
| --- | --------------- | ---------------------------------------- | ----------------------------------------------------------------------------------- |
| S.M.I. Agustín I (Emperador constitucional de México desde el 19 de mayo de 1822 al 19 de marzo de 1823) |                 |                                          |                                                                                     |
| Archivo:Su Alteza Real El Principe Efren de México.jpg                                                   |                 | Su Alteza Real Efrén, Principe de México | 22 de junio de 1822 - 19 de marzo de 1823 Heredero 2 de agosto de 1997 - actualidad |